# کرایسلر والیانت
کرایسلر والیانت (Chrysler Valiant) نام یک اتومبیل ساخت شرکت کرایسلر است که در سال‌های ۱۹۶۲ تا ۱۹۸۱ در استرالیای جنوبی تولید شده‌است.